# 高等研究実習院
高等研究実習院（仏: École pratique des Hautes Études、略称 :EPHE）は、フランス共和国の特別高等教育機関(グランテタブリスマン)、グランゼコールである。文献学、宗教学、歴史学、生命科学、地球科学などを専門とする大学院大学、PSL研究大学構成校であり、同分野、特に歴史学における世界有数の研究機関である。これまで「世界大学ランキング」においては組織が小規模であり不利となっていたが、パリ市内の他のグランゼコール、研究機関との統合により、2022年度のQS世界大学ランキングでは世界26位、CWUR世界大学ランキング（Center for World University Rankings）では世界19位、2021年度のARWU世界大学学術ランキング（Academic Ranking of World Universities）では世界38位、THE世界大学ランキング（Times Higher Education World University Rankings）では世界40位にランク付けられ、いずれもフランス国内1位と評価された。フランス政府からは主要教育研究機関に指定されており、現在は教育担当大臣の管轄下にある。1868年設立。

## 沿革
フランス第二帝政下で公教育相ヴィクトル・デュリュイの起草によって出された1868年7月31日の帝令により創設。学界のみならず万人のための教育機関となることを理念とした。
創立当初は以下の4部門に分かれていた。
- 第1部門 - 数学
- 第2部門 - 物理学・化学
- 第3部門 - 自然科学・生理学
- 第4部門 - 歴史学・文献学

1886年に宗教学を専門とする第5部門、1947年に経済及び社会科学を専門とする第6部門を拡充した。
- 第5部門 - 宗教学
- 第6部門 - 経済・社会科学

その後第1部門を大学機関に、第2部門をフランス国立科学研究センター（CNRS）に委譲した。また、1975年には第6部門が独立し、社会科学高等研究院となった。

## 組織
今日では以下の3部門と1研究所から構成される。
- 生命科学・地球科学部門 - 旧第3部門
- 歴史学・文献学部門 - 旧第4部門
- 宗教学部門 - 旧第5部門
- 欧州宗教学研究所（Institut Européen en Sciences des Religions）

2013年7月に本拠地をパリ14区に移転している。主な人文科学の授業はソルボンヌ大学、アジア館、フランス国立美術史研究所で行われている。

## 教育及び研究
高等研究実習院は国際的に名声ある研究機関であり、実習を通じて、生命科学・地球科学・歴史学・文献学・宗教学の基礎的および応用的研究を行っている。全体で240人の研究者がいる。うち170人は教授（正確には研究ディレクターDirecteurs d'études）、70人は助教授(Maîtres de conférences)である。この他に30人程の専門研究員がいる。学生・聴講者数は3200人（2006年新学期）。その32 %を留学生が占める。

## 主な出身者
- ロジェ・カイヨワ - 哲学者、社会学者、文芸批評家
- フランソワ・チェン（程抱一） - 小説家

## 主な関係者
- モニック・アドルフ - 細胞生物学
- アンドレ・マルティネ - 言語学
- ロラン・バルト - 記号学
- ジャン・ボベロ - 宗教社会学
- エミール・バンヴェニスト - 言語学
- ミシェル・ブレアル - 比較文法学
- イヴ・コペンス - 古生物学
- ルイ・デュシェーヌ - 文献学
- ジョルジュ・デュメジル - 文献学
- アレクサンドル・コジェーヴ - 哲学
- クロード・レヴィ＝ストロース - 人類学
- ガストン・マスペロ - エジプト学
- アンリ・モアッサン - 化学。1906年ノーベル化学賞
- ブリュノ・ヌヴー - 歴史学
- エリザベト・ルディネスコ - 精神分析学
- ジェルメーヌ・ティリオン - 民族学
- ピエール・ルジャンドル - 宗教学
- アルベール・メンミ - 社会心理学

## 歴代院長
- 1990年-1994年 モニック・アドルフ
- 1994年-1998年 ブリュノ・ヌヴー
- 1998年-2002年 ジャン・ボベロ
- 2002年-2006年 マリ＝フランソワーズ・クーレル
- 2006年-2010年 ジャン＝クロード・ワケ